# 梨叶冬青
梨叶冬青（学名：Ilex pyrifolia）为冬青科冬青属的植物，为中国的特有植物。分布在中国大陆的四川等地，一般生长在林中，目前已由人工引种栽培。